# Rhipidia miosema
Rhipidia miosema är en tvåvingeart som först beskrevs av Paul Gustav Eduard Speiser 1909.
Rhipidia miosema ingår i släktet Rhipidia och familjen småharkrankar. Inga underarter finns listade i Catalogue of Life.